# Germaan (rijwiel)

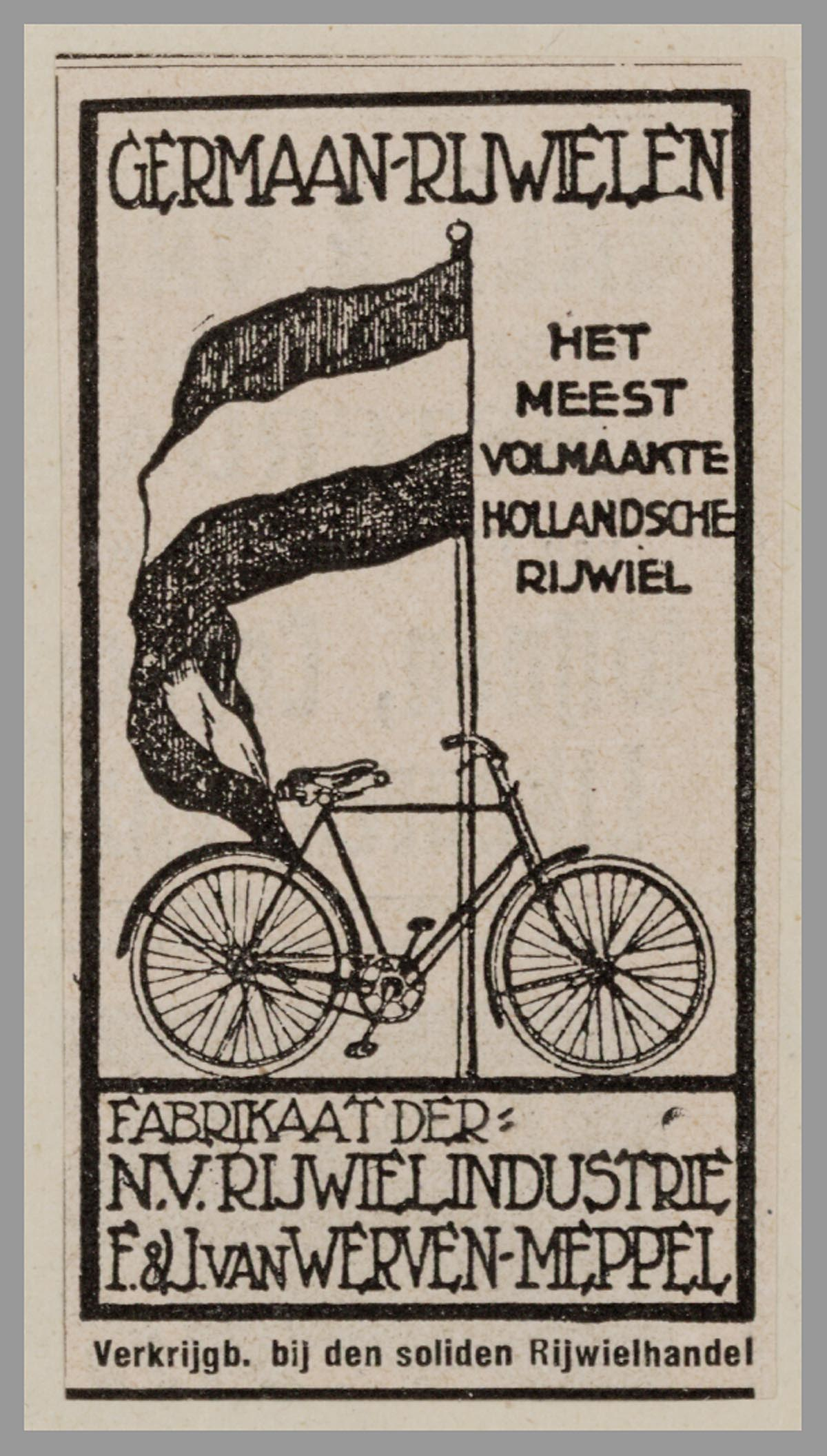
Advertentie van Germaan

Germaan is een Nederlands rijwielmerk, gebouwd door de NV Rijwielindustrie F. & J. v. Werven uit Meppel van de broers Frederik (1878 - 1938) en Jan (1880 - 1930) van Werven.
Frederik begon zijn loopbaan eerst in de smederij van zijn vader Gerrit aan de Groenmarkt toen hij later met zijn broer Jan in 1893 een bescheiden groothandel in rijwielen en onderdelen begon. In 1905 namen zij de zelf de productie ter hand en verliet de eerste Germaan-fiets de fabriek.
De fabriek stond aan de Parallelweg en was na het faillissement van zadelfabriek Boddendijk & Ohmann in 1927 aangekocht; op die plaats is nu een appartementencomplex gebouwd.
Deze Nederlandse fietsenfabriek vervaardigde vanaf 1935 motorfietsen en rijwielen met hulpmotor met Villiers-, ILO- en Sachs-tweetaktmotoren van 49- tot 248 cc.
In 1949 verscheen een model met Csepel-motor; in feite een Csepel die door Germaan werd geïmporteerd en als "Germaan Olympia" werd verkocht. Men wekte de indruk dat de machine in Meppel gebouwd was. Germaan zou daarvoor gestraft worden. De Csepels waren namelijk erg slecht en toen Germaan in 1951 weer zelf motorfietsen ging maken had het publiek er geen vertrouwen meer in. De laatste machines werden doorverkocht aan Henk Borkhuis in Groningen, die ze onder de namen Arley en Vidson verkocht. Hij kon zodoende tanklogo's maken door Harley-Davidson tanktransfers te verknippen.
Halverwege de jaren vijftig beëindigde Germaan de motorfietsproductie. Fietsen en bromfietsen werden gemaakt tot 1966, toen het merk opging in de Phoenix-Fongers-Germaan combinatie. In 1970 werd het opgekocht door Batavus.

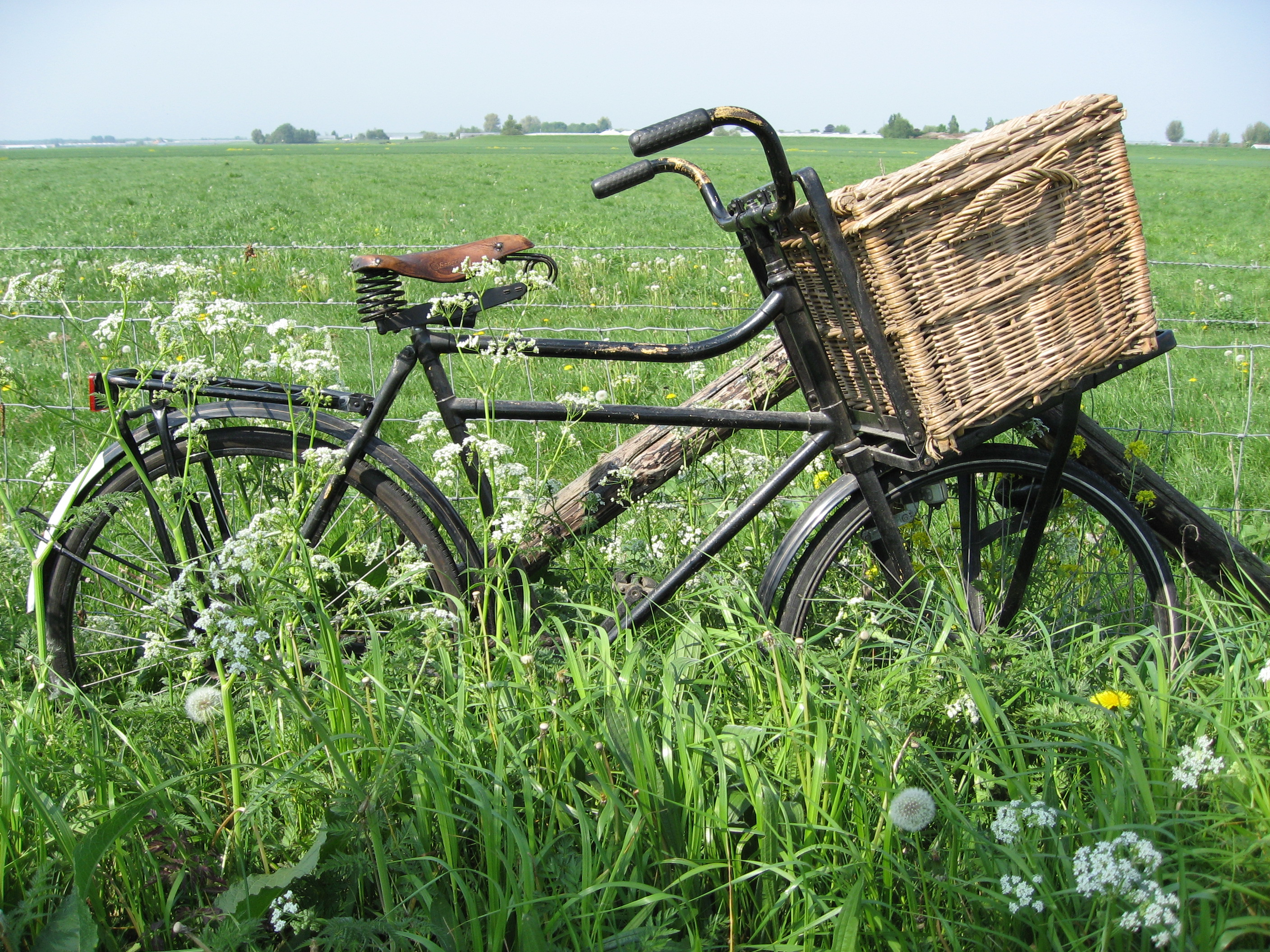
Deze transportfiets met gekromde bovenbuis werd rond 1940 geproduceerd.

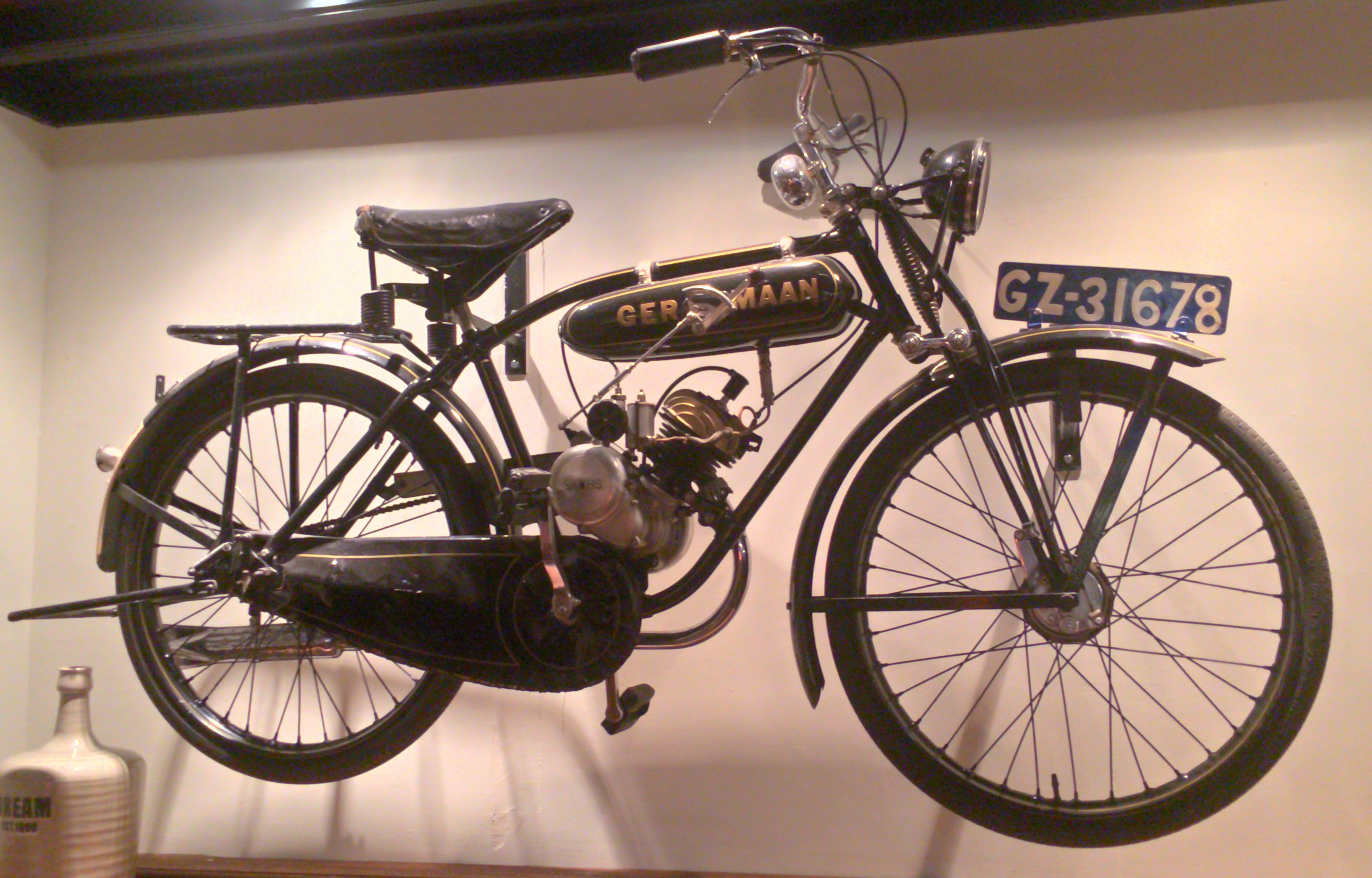
Germaan bromfiets of motorfiets, jaartal onbekend